# Antidamant
Antidamant o Antídam (grec antic: Ἀντίδαμας, llatí: Antidamas, o bé Ἀντίδαμος, Antidamus) fou un historiador grec nadiu d'Heraclea conegut només per una referència de Fulgenci, qui diu que va escriure una història d'Alexandre el Gran i uns llibres de moral. Atès que Fulgenci no és un autor gaire fiable, hom ha posat en dubte l'existència d'Antidamant.